# Anoplocapros inermis
Anoplocapros inermis is een straalvinnige vis uit de familie van de doosvissen (Aracanidae). De wetenschappelijke naam van de soort is, als Strophiurichthys inermis, voor het eerst geldig gepubliceerd in 1935 door Alec Fraser-Brunner.
De soort staat op de Rode Lijst van de IUCN als niet bedreigd, beoordelingsjaar 2009.

## Type
- holotype: BMNH 1890.9.23.251
- typelocatie: Port Jackson, New South Wales, Australië

## Synoniemen
- Strophiurichthys robustus Fraser-Brunner, 1941[4]